# فلش‌کارت

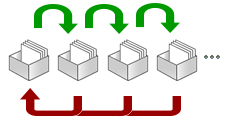
مجموعه‌ای از فلش کارت‌ها در حال نمایش سیستم لایتنر

فلش کارت مجموعه‌ای از کارت‌های حاوی اطلاعات همچون لغات و اعداد است که ممکن است در یک طرف یا دو طرف کارت نوشته شده باشند. از فلش کارت در تمرینات کلاسی یا مطالعه شخصی استفاده می‌شود. در یک طرف کارت پرسش و در طرف دیگر پاسخ آن نوشته می‌شود. بر روی فلش کارت‌ها می‌توان واژگان، تاریخ رویدادها، فرمول‌ها و هر چیزی که بتوان آن را با پرسش و پاسخ یاد گرفت نوشت. فلش کارت‌ها به طور گسترده در تمرینات یادگیری به منظور کمک در به یاد سپاری با روش تکرار با فاصله زمانی مورد استفاده قرار می‌گیرند.